# Болбас, Иван Яковлевич
Иван Яковлевич Болбас (1919, Казаково, Брожская волость — неизвестно) — советский колхозник. Герой Социалистического Труда (1949).

## Биография
Иван Болбас родился в 1919 году в деревне Казаково в Советской Социалистической Республике Белоруссия (сейчас в Бобруйском районе Могилёвской области Белоруссии). По национальности белорус.
В 1939 году был призван в Красную Армию. 
С июня 1941 года участвовал в Великой Отечественной войне. Был командиром оружия 6-го Краснознамённого артиллерийского полка 176-й Краснознамённой стрелковой дивизии 18-й армии. В июне 1943 года участвовал в боях в районе села Мысхако в окрестностях Новороссийска.
В 1946 году после демобилизации прибыл в город Кизляр. Работал в колхозе «Красный восход». В 1947 году стал звеньевым виноградарей.
В 1948 году звено, которое возглавлял Болбас, получило высокий урожай винограда, собрав с 5,7 гектара поливных виноградников в среднем 164,2 кг с гектара.
17 сентября 1949 года Указом Президиума Верховного Совета СССР за получение высоких урожаев винограда в 1948 году удостоен звания Героя Социалистического Труда с вручением ордена Ленина и золотой медали «Серп и Молот».
В 1951 году был направлен на курсы председателей.
В 1955 году стал главным агрономом колхоза. С 1964 года был бригадиром тракторно-полеводческой бригады, трудился в это должности до ухода на пенсию.
Жил в селе имени Жданова Кизлярского района.
Дата смерти неизвестна.
Награждён орденами Красного Знамени (6 июля 1943), Отечественной войны 1-й степени (11 марта 1985), медалями, в том числе «За отвагу» (5 февраля 1943), «За боевые заслуги» (29 мая 1943), «За оборону Кавказа».